# 11-й окремий штурмовий батальйон (Україна)
11-й окремий штурмовий батальйон (11 ОШБ, в/ч А2980, пп В2262) — батальйон ЗСУ, створений у 2014 році як 11-й батальйон територіальної оборони «Київська Русь» з мешканців Києва та області.

## Історія
Датою заснування підрозділу вважають 19 березня 2014 року. 4 травня підписано директиву командувача військ ОК «Північ» про затвердження 11 БТрО у складі СВ. До середини червня особовий склад батальйону проходив навчання та бойове злагодження в навчальному центрі «Десна».
Допомогою батальйону відзначилися волонтери Мега, заводу Антонова, спілки воїнів-інтернаціоналістів, громад районних центрів Київщини, бізнесмени області, голова ОДА Володимир Шандра.

### Літо-осінь 2014
По завершенню вишколу особовий склад відряджено у Слов'янськ, де бійці чергували на БП:
9 серпня розвідувальний взвод спільно з комендантським відділенням на чолі з начальником розвідки Віктором Колядою, звільняючи станцію Фащівка, взяли в полон 4-х бойовиків, серед яких був відомий кримінальний авторитет «Пупа», що грабував банкомати Приватбанку на територіях підконтрольних бойовикам. Полонених передано до СБУ.
15 серпня група бійців батальйону на чолі з комбатом Олександром Гуменюком потрапила у вогневу засідку в селі Малоіванівка поблизу міста Зоринськ. Загинули командир батальйону Олександр Гуменюк, розвідник Олег Оникієнко. Вогнепальні поранення отримали командир роти охорони Олексій Демченко, старшина Єдуард Мальований, контужено начальника розвідки Віктора Коляду.
19 серпня 11-й батальйон ТрО та група Окремої Роти 17-го БТрО в населеному пункті станція Фащівка Луганської області о 02:05 ночі обстріляно з РСЗВ «Град» з району населеного пункту Торез. Як наслідок, 10 поранених вояк, знищено 60 % матеріально-технічної бази польового табору, 26 одиниць автомобільної техніки.
25 серпня, споруджуючи блокпоста в районі Андріанополя, зведений загін потрапив під мінометний обстріл[джерело?].
20—27 вересня батальйон відбивав атаки на блокпост у селі Нікішине, що за 10 кілометрів на схід від Дебальцевого. Також підрозділ обороняв населені пункти Чорнухине, Міус, Комуна. Загалом фронт оборони простягався на відстань близько 37 кілометрів — від Новогригорівки до Федорівки.

### Переформування

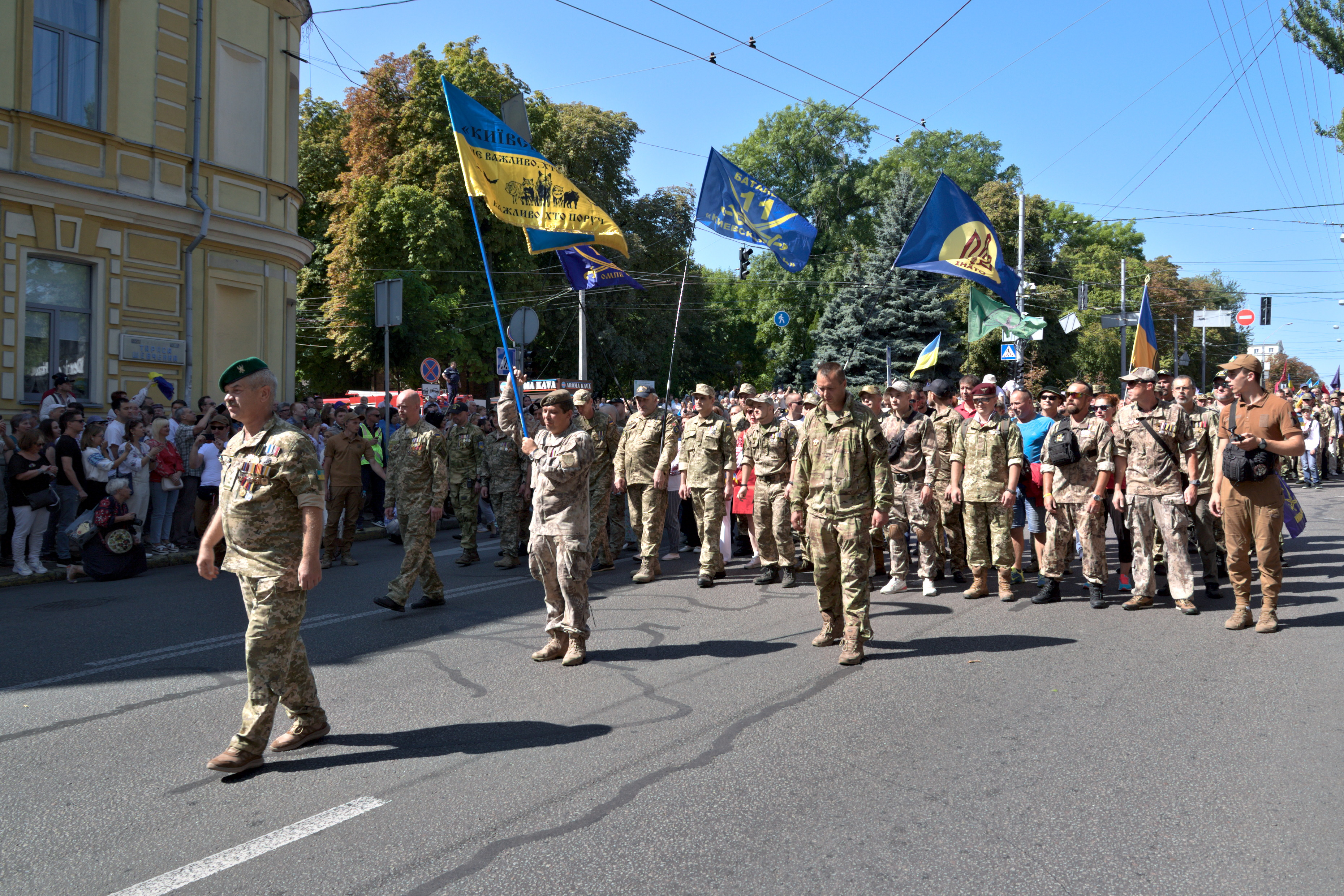
Ветерани батальйону «Київська Русь» на Марші захисників України, 24 серпня 2019 року

Згідно з директивою від 21 жовтня 2014 року 11-й БТрО було переформовано в 11-й окремий мотопіхотний батальйон (11 омпб) 72-ї ОМБр.
Надалі 11-й окремий мотопіхотний батальйон було передано в безпосереднє підпорядкування 59 ОМПБр.

## Командування

### Командувачі
1. Полковник Гуменюк Олександр Леонідович †, засновник та перший командир 11 БТрО 19 березня 2014 — 15 серпня 2014
2. Полковник Савич Олексій Олексійович, 11 БТрО з 23 серпня 2014
3. Полковник Вовк Валерій Анатолійович, 11 ОМПБ з 30 січня 2015[7]
4. Федченко Володимир Петрович 2015 - 2018 рр.
5. Блудший Євген Петрович (2018)[джерело?]

## Втрати
Станом на 28 листопада 2014 року, 11 БТрО мав офіційно дев'ятеро загиблих військовиків.
Станом на 2017 рік, батальйон втратив загиблими 23 бійців.

## Вшанування
У 2015 році на честь, зокрема, цього батальйону у Броварах назвали вулицю Київської Русі.